# Ursula Stock

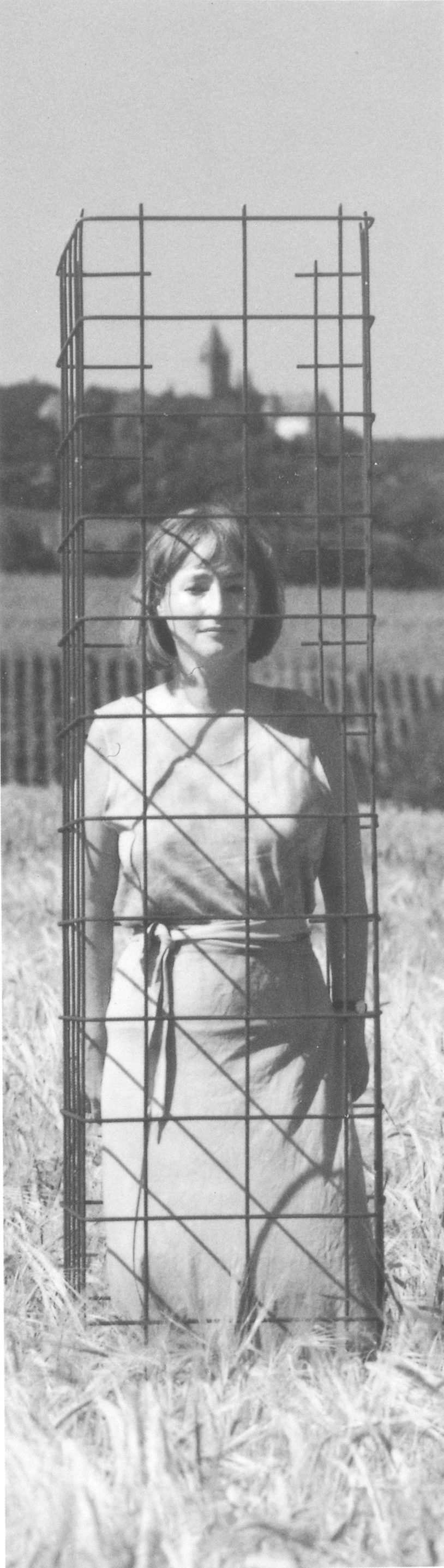
Stock-Heim, Installation mit Ursula Stock, 1987.

Ursula Stock (* 28. Juli 1937 in Stuttgart) ist eine deutsche Bildhauerin, Malerin und Zeichnerin.

## Leben
Ursula Stock wurde in Stuttgart als einziges Kind des Kaufmanns Carl Stock (1907–1943) und seiner Frau Gertrud Stock geb. Harsch geboren. Sie studierte Geistes- und Sozialwissenschaften an den Universitäten München (1957–1960) und Hamburg (1960–1961). Anschließend begann sie ein dreijähriges Studium der Malerei an der Hochschule für Bildende Künste in Hamburg bei Klaus Bendixen, Hans Thiemann, Richard Lindner und Eduardo Paolozzi. Es folgten Aufenthalte in Ägypten (1960), in der Türkei (1962) und in Mexiko (1963–1964).
Ab 1969 lebte und arbeitete sie in Stuttgart als Malerin, Zeichnerin und Bildhauerin. 1977 begann ihre Zusammenarbeit mit dem Architekten Heinz Rall. Er war als Stadtplaner die treibende Kraft für die Sanierung der Güglinger Altstadt, und Ursula Stock beteiligte sich an der künstlerischen Ausgestaltung von Plätzen und Gebäuden. 1987 zog das Paar nach Güglingen in das von Rall erbaute Wohn- und Atelierhaus in der Stockheimer Straße 47.
Ursula Stock war in erster Ehe (1961–1968) mit dem Ethnologen und Altamerikanisten Peter Tschohl verheiratet. 1999 heiratete sie Heinz Rall (1920–2006).

## Werk

### Abstrakte Anfänge
Ursula Stock wurde in den späten 1960er Jahren bekannt durch ihre dreidimensionalen Raumschnitte, „Bild-Bühnen mit entrückten Interieurs weiter Räume, besetzt mit mächtigen Monumenten“. Die Raumschnitte fanden bald ihre zweidimensionale Entsprechung in den Serigraphien der Jahre 1971–1974 (Raumvorstoß I, 1972). Zu Beginn der 1970er Jahre schuf sie „anfangs mit einem konstruktiven Formenschatz operierende“ abstrakte, farbig bemalte, schildartige Holzreliefs „mit mehreren übereinandergelagerten Schichtungen“ (Rad-Plastik, 1971), zu denen sie durch die „Betrachtung präkolumbianischer Skulpturen auf einer Studienreise nach Mittelamerika“ angeregt wurde und die „animistische Metaphern moderner Maschinen“ darstellen sollten. In Stuttgart realisierte sie in dieser Zeit im öffentlichen Raum abstrakt-geometrische Architekturreliefs (Betonrelief Tiefenbachschule, 1972/1973) und eine Freiplastik (Edelstahlstele Fuchsrainschule, 1974).

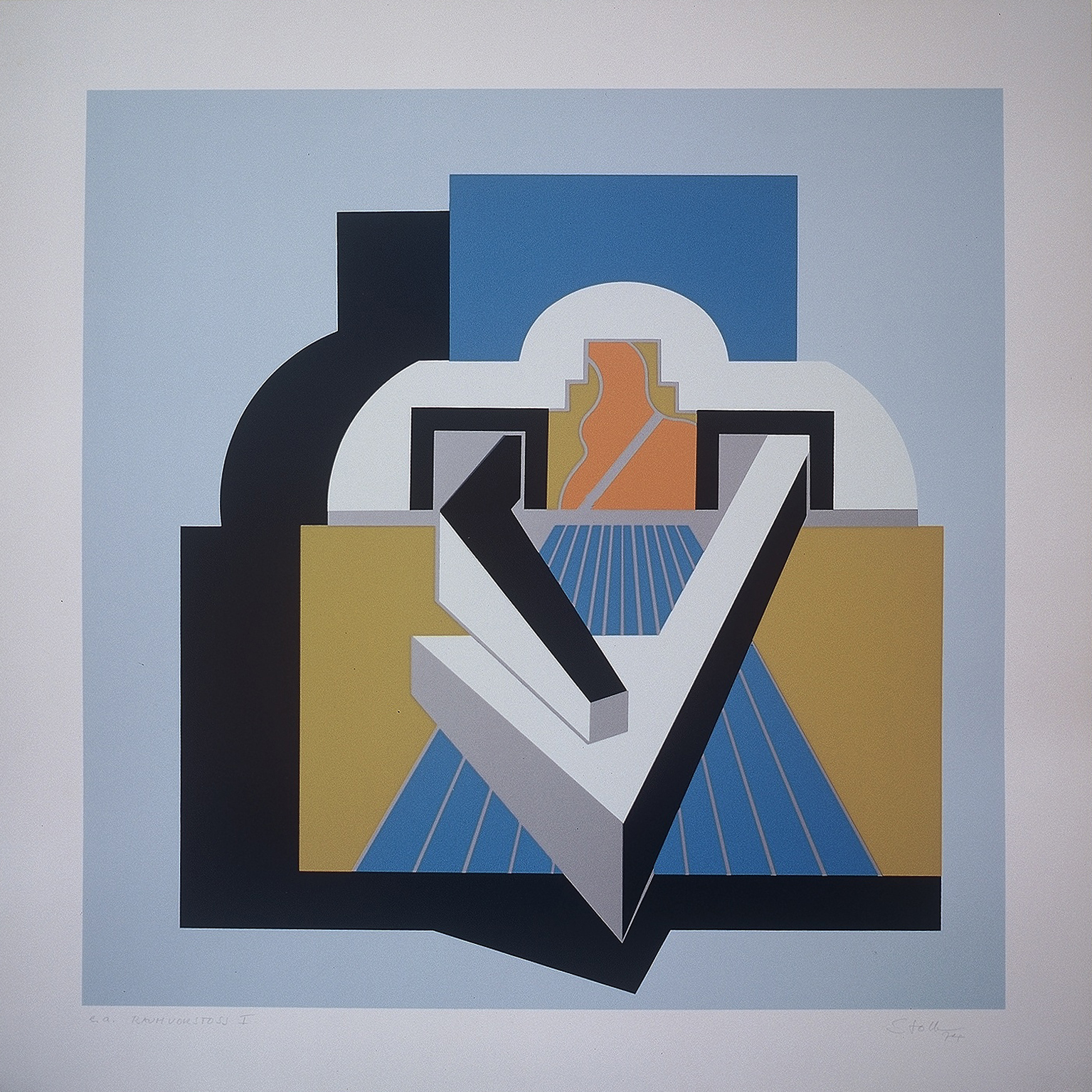
Raumvorstoß I, 1972.
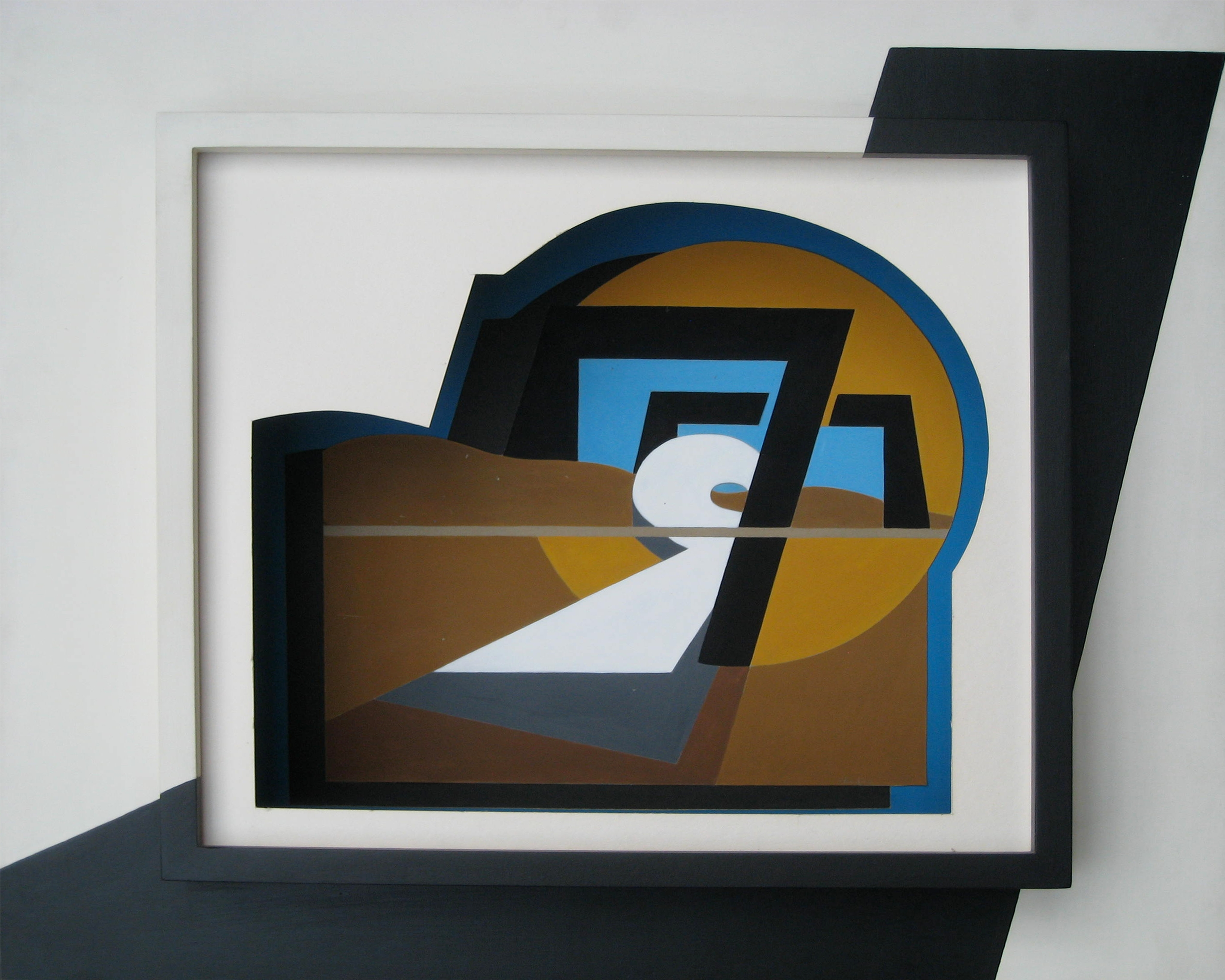
Raumschnitt, 1973.
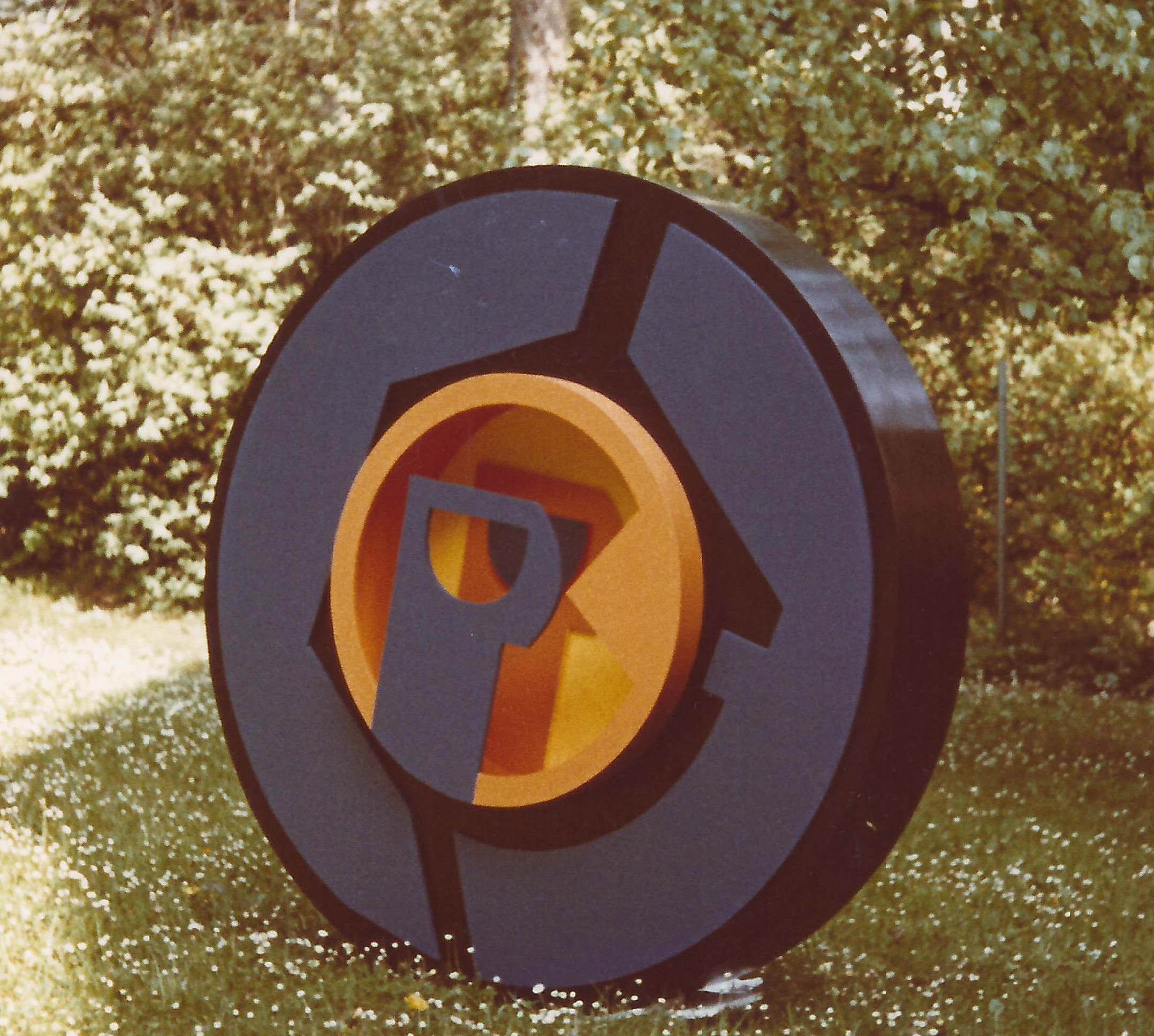
Rad-Plastik, Holzrelief, 1971.
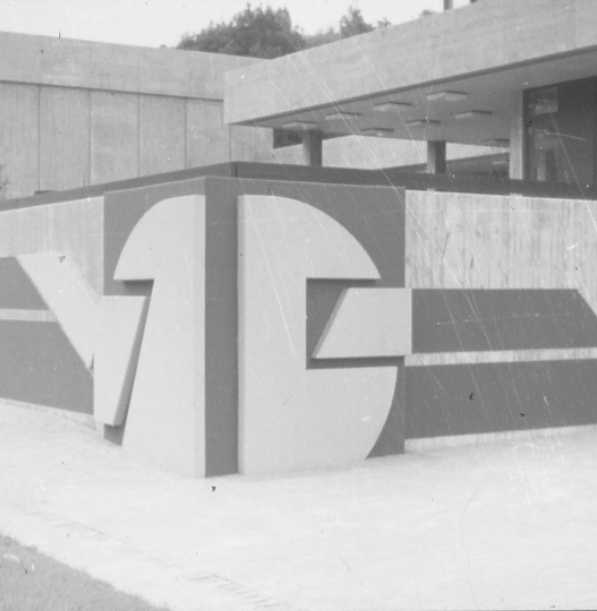
Betonrelief Tiefenbachschule, Stuttgart, 1972/1973.
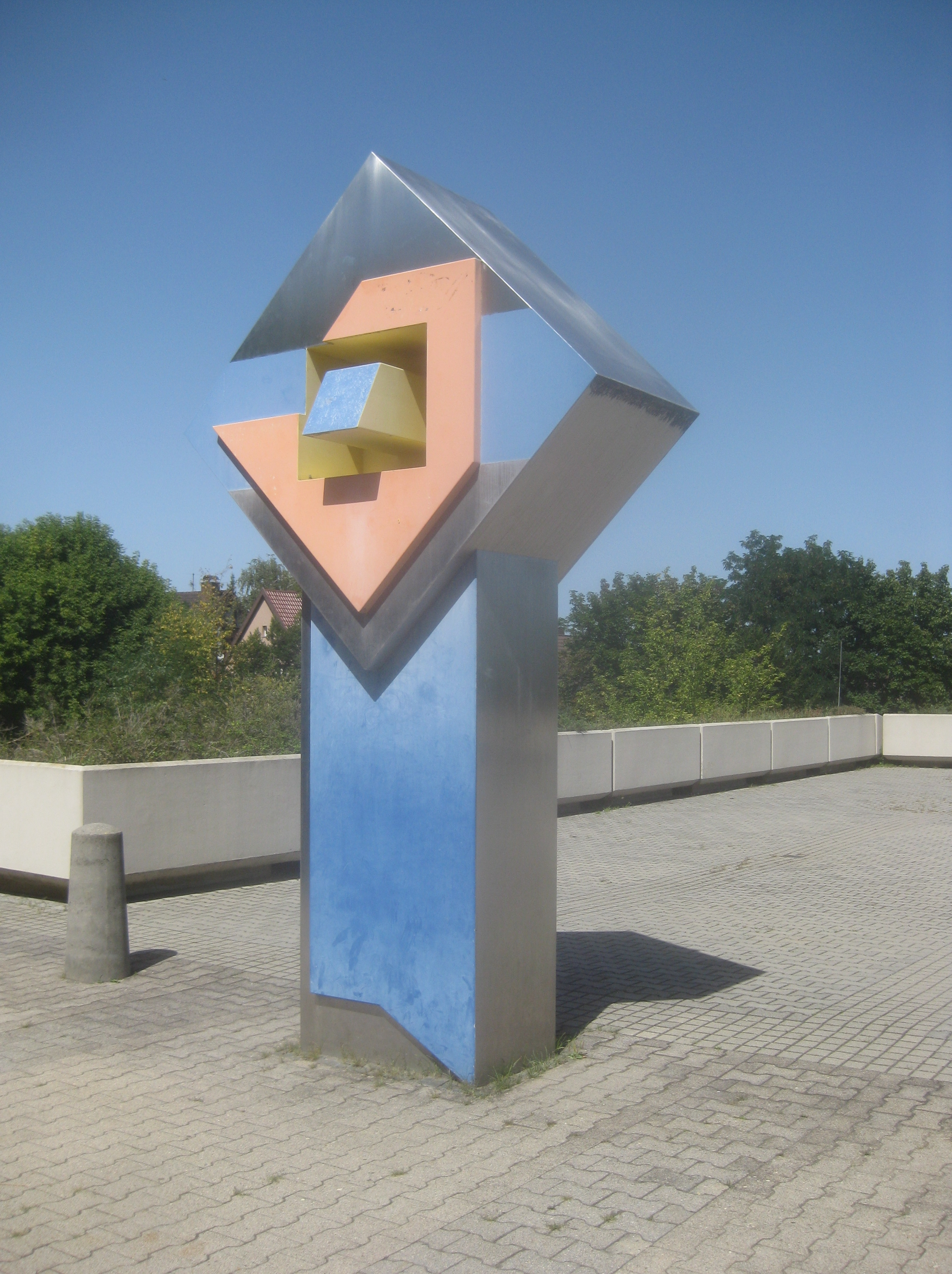
Edelstahlstele Fuchsrainschule, Stuttgart, 1974.

### Surreale Malerei
In den 1970er Jahren widmete sich Ursula Stock hauptsächlich der Malerei. Ohne sich anfangs ganz von der abstrakten Malerei zu lösen (Raumvorstoß I + II, 1972), näherte sie sich „einer vom Surrealen bestimmten Bildauffassung“ (Irreale Landschaft, 1974; Orpheus-Zyklus, 1979). Die realen Versatzstücke ihrer Kompositionen sind antike, oft zertrümmerte Statuen, Torsi, Schädel und Masken, Tempel und Säulen, Labyrinthe und Ruinen. Aber nicht nur leblose Objekte bevölkern ihre Bilder, bisweilen beleben auch Bäume, Büsche und Blätter das Bild, und immer wieder Flügel, während Menschendarstellungen in dieser Zeit noch die Ausnahme sind.

### Freie Bildhauerin
Ende der 1970er Jahre verlagerte Ursula Stock das Schwergewicht ihrer Arbeit auf die Bildhauerei, produzierte aber weiterhin Gemälde und großformatige Zeichnungen. Anlass für diesen Umschwung war der Auftrag für den Weinbrunnen in Güglingen. Die Brunnenskulptur wurde in der Gießerei der  Staatlichen Akademie der Bildenden Künste in Stuttgart unter Herbert Heinzel hergestellt.

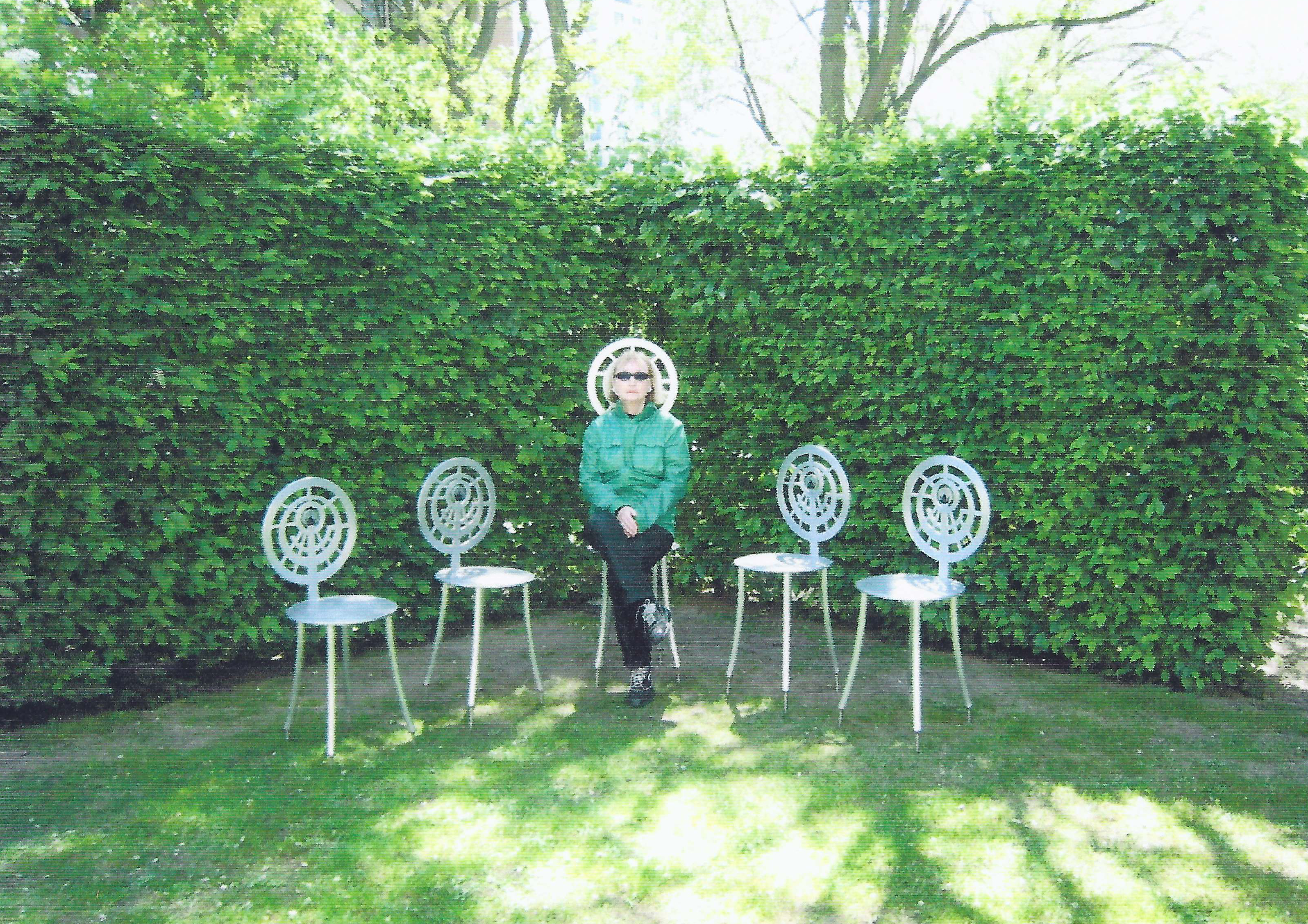
Regierungssitz (Mitte) und Berliner Stühle, Berlin, Landesvertretung Baden-Württemberg, 2008

Im Mittelpunkt ihres bildhauerischen Schaffens steht der Mensch als Ganzfigur, Torso, Büste oder Kopf. Die oft archaisch anmutenden Figuren „sind streng, statuarisch, erdverbunden; dennoch wirken sie zerbrechlich, fragil, empfindsam“.
Neben menschlichen Skulpturen entstanden auch Pferdeplastiken, teilweise monochrom blau oder rostrot, mit überlangen Hälsen, darunter die Quadriga Variationen (2000) für die Ausstellung Quadriga zügellos in Berlin (eine stilisierte Quadriga aus vier Pferdeköpfen und einem Wagenlenker) sowie der dreiköpfige Pferdebrunnen Cavalli in Güglingen (1994). Die Berliner Quadriga inspirierte Stock zum Entwurf von Möbeln, die sie auf ihrer zweiten Berliner Ausstellung Brandenburger Torheiten (2005) präsentierte, denen in den folgenden Jahren weitere Modelle folgten.

## Ausstellungen
Ursula Stock nahm von 1968 bis 1988 an zahlreichen Gruppenausstellungen, vor allem in Deutschland mit Schwerpunkt Süddeutschland, teil. Einige ihrer Skulpturen werden auf diversen Skulpturenwegen in Deutschland gezeigt.

### Einzelausstellungen (Auswahl)
- 1973: Kunstverein Böblingen
- 1973: Kunstverein Heidenheim
- 1976: Stadthalle Nürtingen
- 1977: Kunstverein Heilbronn
- 1979: Rathaus Waiblingen (mit Otto Engbarth)
- 1995: Galerie der Stadt Bratislava, Slowakei
- 1996: Städtische Galerie im Kameralamt, Waiblingen
- 1997: Skulpturen auf dem Spitalplatz, Kunstverein Göppingen
- 1998: Kreuzkirche Stadt Nürtingen
- 2000: Quadriga zügellos, Haus der Deutschen Wirtschaft Berlin
- 2005: Brandenburger Torheiten, Haus der Deutschen Wirtschaft Berlin
- 2005: Hohenwart-Forum Pforzheim
- 2008: Rathaus Güglingen
- 2008: Landesvertretung Baden-Württemberg, Berlin

## Werke im öffentlichen Raum

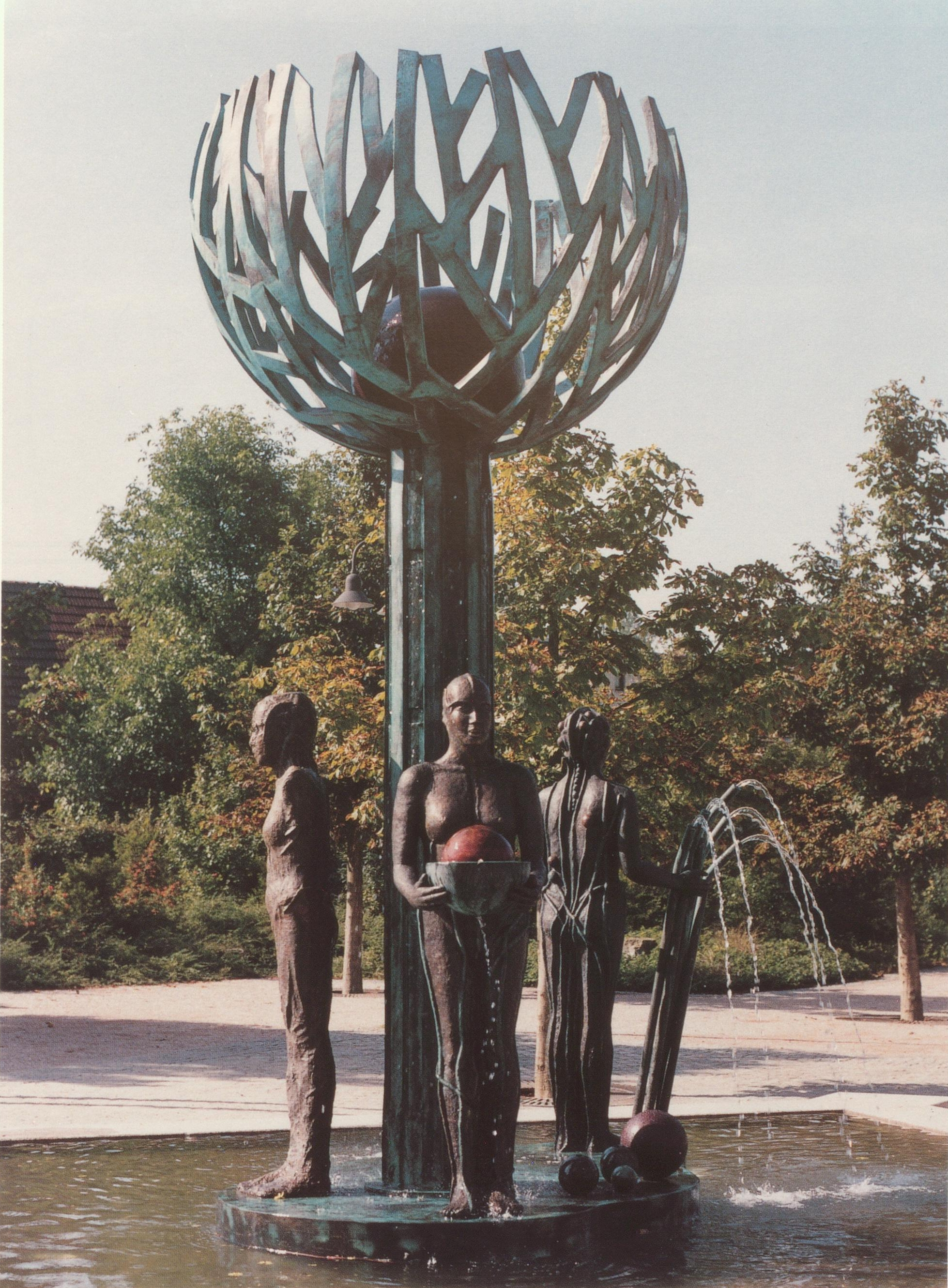
Jahreszeiten-Brunnen, Talheim, 1991

1979 entstand ihre erste Auftragsskulptur in Güglingen. Ihr erster Bronzeguss war der Weinbrunnen im Deutschen Hof (1979), der außer Wasser dank einer Spezialarmatur auch Wein spenden kann. Den Brunnenstock bildet eine bronzene Doppelfigur, die mit ihrem vielbrüstigen Busen aus Riesentrauben an antike Fruchtbarkeitsgöttinnen erinnert. Der „siamesische“ Doppelkopf der Figur weist mit der Weinlaubbedeckung bereits auf die Vier Jahreszeiten hin, die sie für Stuttgart, Freudenstadt und Güglingen schuf (1983, 1987, 1989).
Der Lebensbaum-Brunnen (1988) im Güglinger Rathaus zeigt einen stilisierten Baum, der unter seiner Krone einer Familie – Frau, Mann und Kind – ein schützendes Obdach bietet. Das Lebensbaummotiv kehrt ebenso wie das Jahreszeitenmotiv im Jahreszeiten-Brunnen in Talheim (1991) wieder, wo sich unter dem Lebensbaum drei allegorische Figuren gruppieren, die drei Jahreszeiten – Frühling, Sommer und Winter und gleichzeitig die Lebensalter und Tageszeiten symbolisieren.
Außer den plastischen Arbeiten für den öffentlichen Raum entstanden auch Wandbilder, Fußbodenmosaike, Glasbilder und Glasfenster für öffentliche Gebäude und Gaststätten in Güglingen.

### Millenniumbrunnen

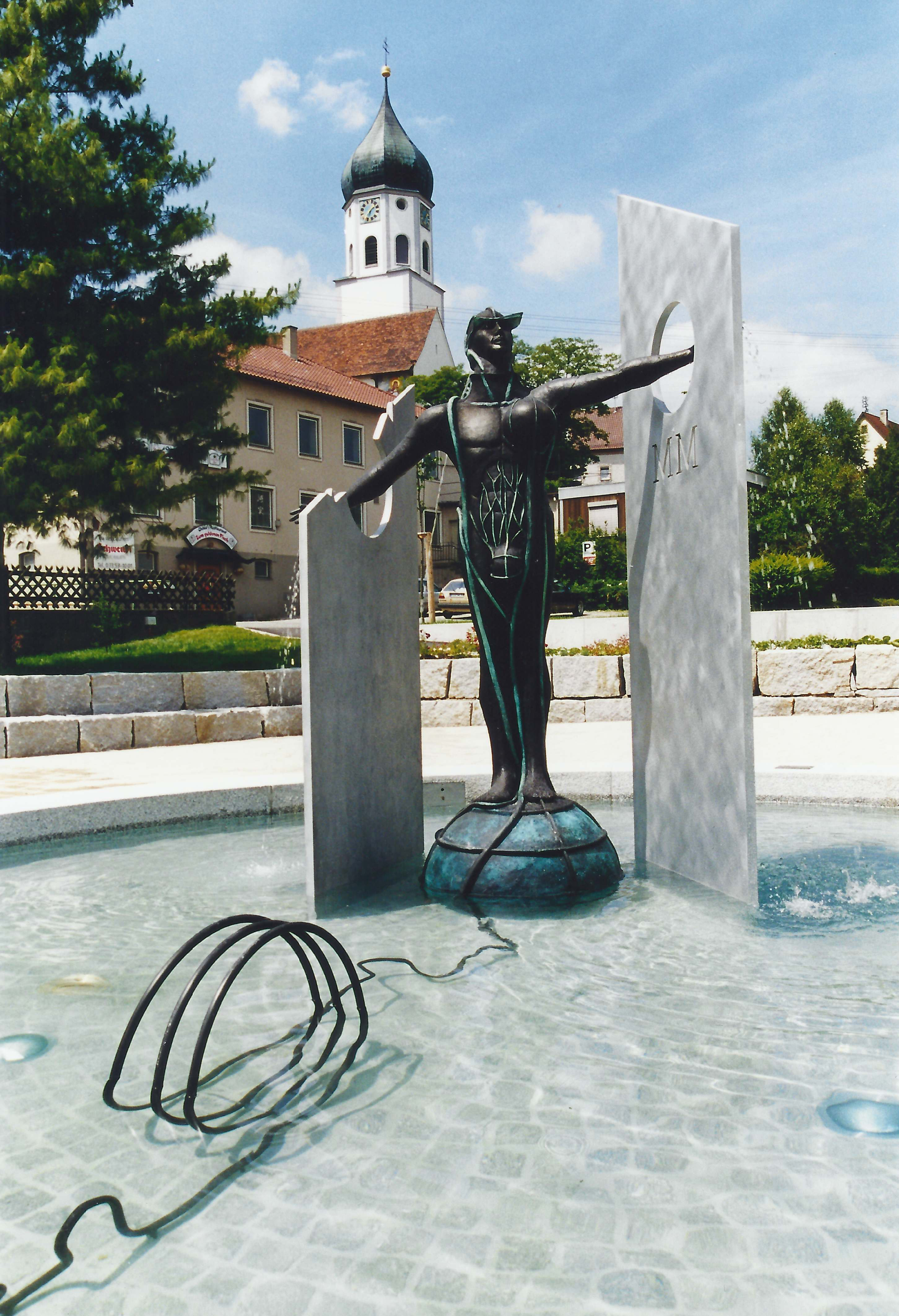
Millenniumbrunnen, Sigmaringen-Laiz, 2000

Hinweis: Die folgende Beschreibung stammt von Ursula Stock.
Der Millenniumbrunnen (2000) am Rathausplatz in Sigmaringen-Laiz entstand zum Anlass der Jahrtausendwende. Die Figur ist diagonal ausgerichtet, sie nimmt die Hauptachse des Ortes, Kirche–Rathaus, auf, und soll den Menschen in mehrfacher Hinsicht im Übergang darstellen. Auf der Rückseite trägt die Figur eine Gesichtsmaske, aus deren Augenhöhlen Wasser stürzt. Die Aluminiumwände geben der Figur architektonischen Halt. Eine Kugel am Beckenrand, verbunden mit der Zentralfigur, spendet Trinkwasser aus einem Schlangenkopf. Drei Quellkugeln ergänzen das Wasserspiel.

## Werke in öffentlichen Sammlungen
|  | - Artothek – die Kunstsammlung des Deutschen Bundestages, Berlin - Sammlung der Stadt Böblingen - Sammlung des Landes Baden-Württemberg - Sammlung der Stadt Esslingen - Kreissparkasse Esslingen-Nürtingen - Sammlung der Stadt Güglingen - Städtische Museen Heilbronn - Kreissparkasse Heilbronn - Bausparkasse Leonberg - Sammlung der Stadt Nürtingen - Sparkasse Pforzheim-Calw | - Kunstmuseum Stuttgart - Ministerium für Wissenschaft, Forschung und Kunst Baden-Württemberg, Stuttgart - Landesbank Baden-Württemberg, Stuttgart - Schwäbische Bank Stuttgart - Staatsgalerie Stuttgart - Stadtbibliothek Stuttgart, Graphothek - Volksbank Stuttgart-Untertürkheim - Sammlung der Stadt Waiblingen - Bundeswehrkrankenhaus Wildbad |

## Mitgliedschaften
- Künstlerbund Baden-Württemberg
- Kunststiftung Baden-Württemberg (Pate)
- Galerie Kunsthöfle, Stuttgart-Bad Cannstatt
- Freundeskreis der Fritz und Hildegard Ruoff-Stiftung